# باباداغ، دنیزلی
باباداغ (به ترکی استانبولی: Babadağ) یک منطقهٔ مسکونی در ترکیه است که در استان دنیزلی واقع شده‌است.